# Shirin (drottning)
Shirin, död 628, var en drottning av Sasanidernas rike 591-628, gift med Khusrov II.
Hon var kristen och är känd för sitt gynnande av de kristna i Persien. Hon blev en berömd figur i klassisk persisk litteratur, där svårigheterna under hennes makes regeringstid och efter hans död har skildrats, och hon har kommit att stå som en symbol för trogen och lojal kärlek.